# Els Meteors
Els Meteors (en grec Μετέωρα, Metéora) són un conjunt de penyals coronats per monestirs ortodoxos situats a Grècia, prop de la vila de Kalambaka, a la plana de Tessàlia, vora el riu Peneu. El nom prové del grec ta metéora monastíria (τα μετέωρα μοναστήρια), 'els monestirs penjats'.
Classificats dins la llista del Patrimoni de la Humanitat per la UNESCO des del 1988, es tracta d'unes construccions religioses que pengen, situades al capdamunt d'unes impressionants masses rocoses grises de conglomerat, esculpides per l'erosió, que fan pensar en les roques de Montserrat.

## Geologia
Segons les antigues tradicions, són roques que el cel va enviar a la terra perquè els ascetes tinguessin un lloc on retirar-se per a la pregària.
On ara hi ha situades aquestes imposants masses de roca hi havia, fa centenars de milers d'anys, un gran riu que desembocava a la mar de Tessàlia. Quan el riu va trobar una eixida per la mar Egea, aquest massís, sota l'acció dels fenòmens atmosfèrics i dels terratrèmols, es va esfondrar i va donar lloc a aquest estrany paisatge.

## Història

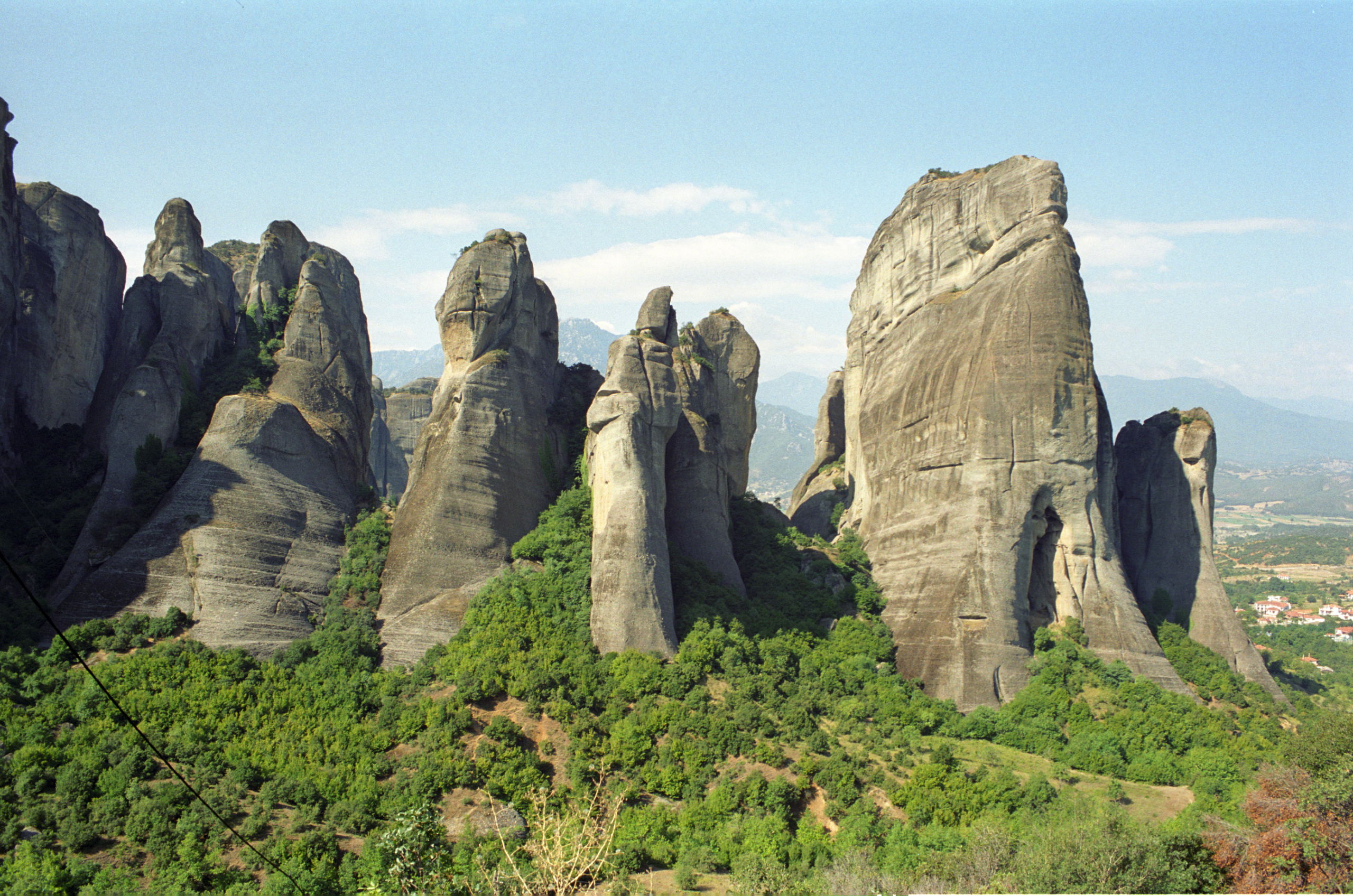
Els Meteors

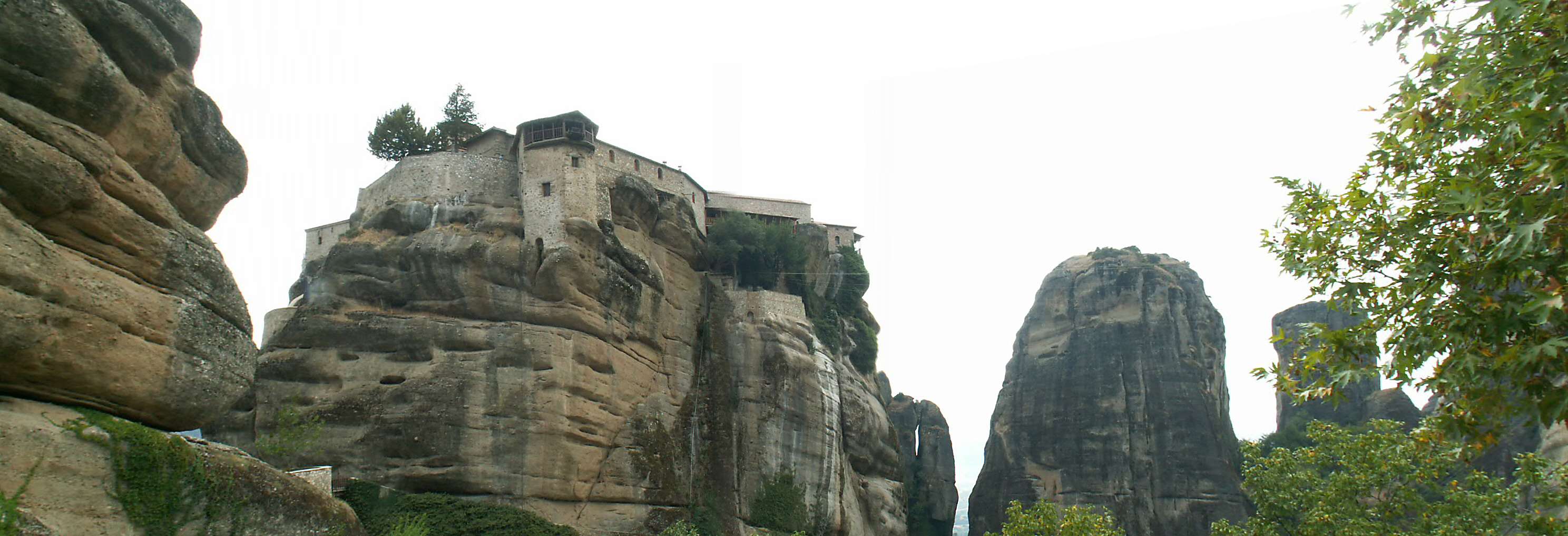
El monestir de Varlaam, dalt d'un dels rocs dels Meteors, vist des de baix

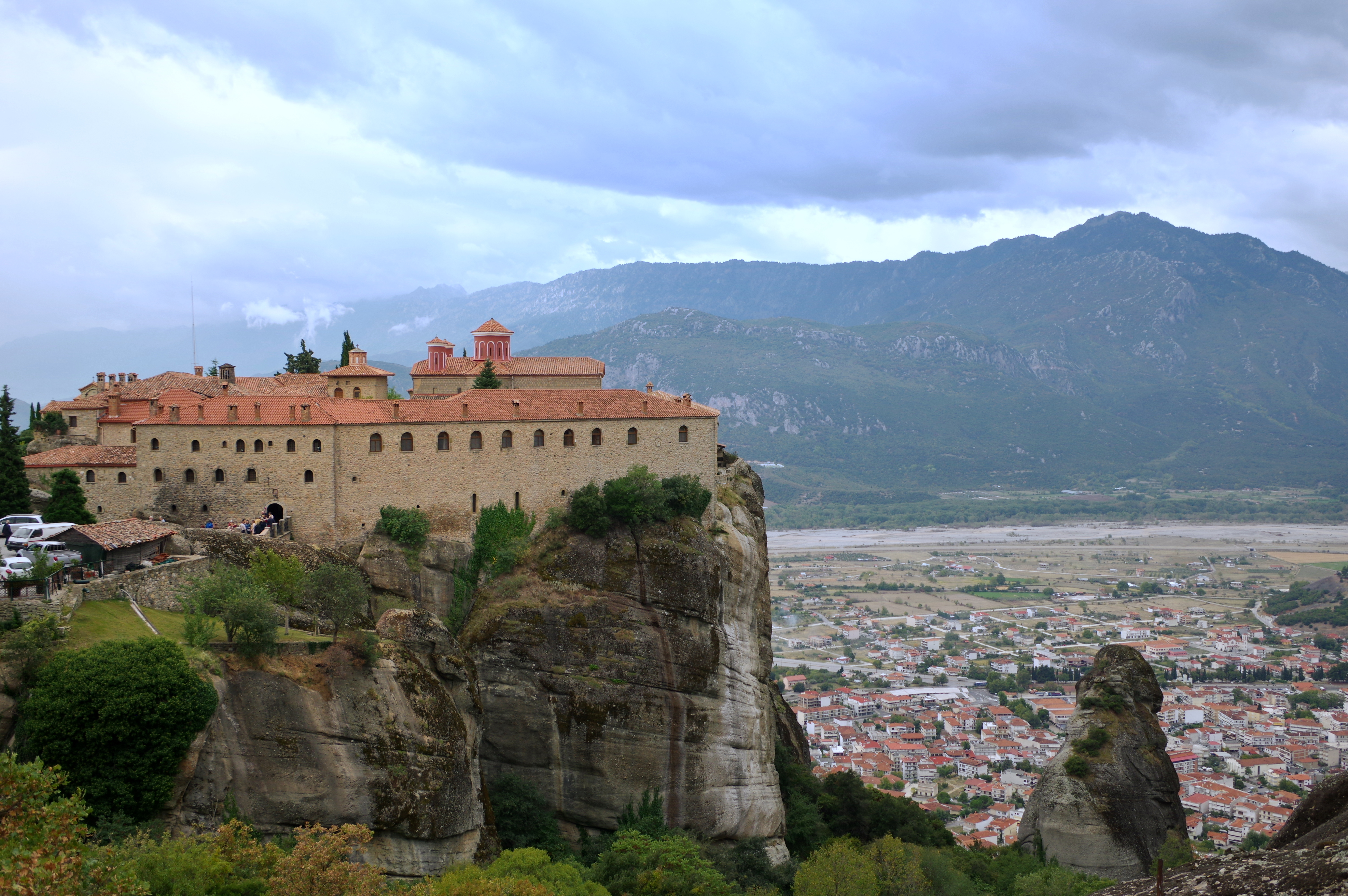
Monestir de Sant Esteve

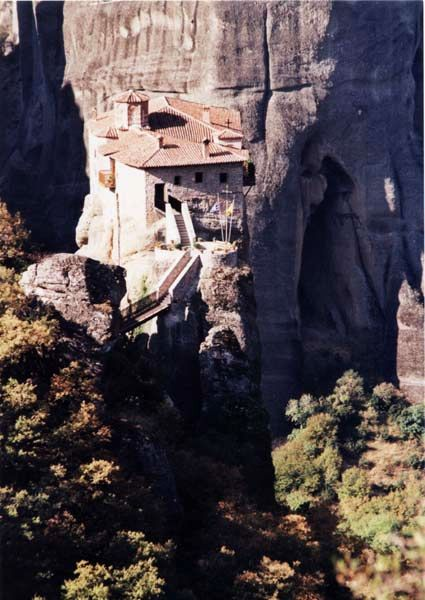
Monestir de Roussànou

Els primers monjos que van habitar els estimballs dels Meteors (al segle xi) vivien en ermites dins de coves. Els primers monestirs daten del segle xiv. Es van construir com a recer per refugiar-se dels turcs i els albanesos. Antigament, només s'hi podia accedir mitjançant llargues cordes amb una cistella o una xarxa al final, amb què eren hissades les persones o les vitualles fins als monestirs. No fou fins als anys 20 del segle passat que es van tallar graons a les roques, accessibles des de ponts precaris situats a la roca massissa de més a la vora. Es fa difícil, doncs, d'imaginar com es van poder portar fins allà dalt els primers elements constructius.
Atanasi, foragitat del mont Atos, va fundar el Gran Meteor amb bona part dels seus fidels, i el seu exemple fou seguit per altres comunitats (fins a dues dotzenes en el moment de màxim apogeu, al segle xv) que van ocupar els penyals.
Un bon nombre de monestirs foren destruïts o ensorrats durant la Segona Guerra Mundial per les tropes alemanyes, ja que s'hi refugiaven molts resistents grecs.
Avui dia només estan en funcionament sis d'aquests monestirs, habitats per comunitats de monjos o monges i visitats per un gran nombre de turistes, de manera que actualment serveixen essencialment com a museus. Són els següents:
- Sant Nicolau (Αγιος Νικόλαος), Hàgios Nikólaos.
- Roussanou (''Ρουσάνου'').
- Varlaam.
- el Gran Meteor (Μεγάλο Μετέωρο), Megálo Metéoro), o monestir de la Transfiguració (Μονή Μεταμορφώσεως, Moní Metamorfóseos.
- la Santíssima Trinitat (Αγια Τριάδα), Hàgia Triada.
- Sant Esteve (Αγιος Στέφανος), Hàgios Stéfanos.

## Anecdotari
El monestir de la Santíssima Trinitat va servir com a decorat per al film Només per als teus ulls (For Your Eyes Only), de la sèrie de James Bond, dirigit per John Glen el 1981.